# Peirosauridae
De Peirosauridae zijn een familie van uitgestorven Mesoeucrocodylia, die leefden tijdens het Krijt. Het was een clade van landbewonende krokodillenvormen die een nogal hondachtige bouw ontwikkelden, en landbewonende carnivoren waren. De klade werd in 2004 fylogenetisch gedefinieerd als de laatste gemeenschappelijke voorouder van Peirosaurus en Lomasuchinae; en al zijn nakomelingen. Lomasuchinae is een onderfamilie van peirosauriden die het geslacht Lomasuchus omvat.
Lomasuchinae werd in hetzelfde onderzoek uit 2004 gedefinieerd als de laatste gemeenschappelijke voorouder van Lomasuchus en Mahajangasuchus en al zijn nakomelingen. Mahajangasuchinae, ook benoemd in de studie, werd gedefinieerd als de laatste gemeenschappelijke voorouder van Mahajangasuchus en Uberabasuchus en al zijn nakomelingen. Echter, alle meer recente fylogenetische analyses plaatsten Mahajangasuchus binnen zijn eigen familie Mahajangasuchidae, samen met de nieuw benoemde Kaprosuchus.

## Geslachten
- Antaeusuchus uit het Cenomanien van Marokko.
- Barcinosuchus uit het Aptien - Albien van Argentinië.
- Bayomesasuchus uit het Turonien - Cenomanian van Argentinië.
- Barrosasuchus uit het Santonien van Argentinië.
- Caririsuchus uit het Vroeg-Albien van Brazilië.
- Colhuehuapisuchus uit het Campanien- Vroeg-Maastrichtien van Argentinië.
- Gasparinisuchus uit het Santonien - Vroeg-Campanien van Argentinië.
- Hamadasuchus uit het Albien - Cenomanian van Marokko.
- Kinesuchus uit het Santonien van Argentinië.
- Lomasuchus uit het Santonien van Argentinië.
- Montealtosuchus uit het Turonien - Santonien van Brazilië.
- Patagosuchus uit het Coniacien van Argentinië.
- Peirosaurus uit het Laat-Maastrichtien van Brazilië.
- Rukwasuchus uit het Cenomanien van Tanzania.
- Uberabasuchus uit het Maastrichtien van Brazilië.